# Springfield Armory
La Springfield Armory è stato il principale centro per la fabbricazione di armi di piccolo calibro degli Stati Uniti d'America, nonché il sito di molti importanti progressi tecnologici nella fabbricazione delle armi. 
Molti modelli, prodotti nella fabbrica dal 1794 al 1968 sono conosciuti come "fucili Springfield".

## Storia

### La creazione
Fu la prima industria di armamenti creata negli Stati Uniti, inizialmente per la produzione di moschetti e pistole, ed in seguito per la produzione di cannoni e mitragliatrici. Il sito della venne scelto dal presidente George Washington, nella cittadina di Springfield, in Massachusetts. Sebbene fosse un piccolo centro, i suoi vantaggi geografici erano evidenti. La città si trovava all'incrocio tra le principali strade e il fiume Connecticut, ma sufficientemente a monte per essere al sicuro dagli attacchi nemici. Divenne così l'arsenale americano che forniva munizioni ed armamenti atti a sostenere la Guerra d'Indipendenza. 
Nel 1787 un gruppo di contadini del Massachusetts occidentale, guidati da Shays Daniel, cercò di rubare le armi della Springfield Armory. Fu un tentativo fallito ma si trattò di un evento chiave che condusse alla Convenzione sulla Costituzione Americana. L'incidente portò molte delle classi superiori, che temevano una sommossa popolare, a votare a favore della nuova Costituzione federale e a supportare un più forte sostegno di un governo di centro.
Nel 1794 il nuovo governo federale optò per la fabbricazione in proprio di moschetti, in modo che gli Stati Uniti non dovessero dipendere da altri stati. La produzione di armi alla Armory ebbe inizio nel 1795, quando vennero fabbricati 220 moschetti a pietra focaia.

### Le innovazioni tecnologiche
Divenne presto un centro di invenzione e di sviluppo. Nel 1819 Thomas Blanchard sviluppò uno speciale tornio per la costante produzione di massa di armi. Thomas Blanchard lavorò nella Springfield Armory per 5 anni. Il tornio permise agli operai non qualificati di produrre rapidamente e facilmente forme irregolari identiche. Il colonnello Roswell Lee, assunto come capo nel 1815, ne centralizzò l'autorità, la contabilità dei costi per le retribuzioni, l'ora e i materiali, e una maggiore disciplina - tutte pratiche ancora in uso oggi. Diventò il principale laboratorio per lo sviluppo e la sperimentazione di nuove armi di piccolo calibro, di cui ad esempio, i test per la Colt-Browning e la Luger Parabellum. 
Quando gli Stati Uniti intervennero nella prima guerra mondiale, erano stati fabbricati circa 843.239 fucili Modello 1903. Tuttavia, questo non era sufficiente ad armare le truppe statunitensi per un conflitto della grandezza della prima guerra mondiale. Durante il conflitto produsse oltre 265.620 fucili Modello 1903. Inoltre, il Dipartimento di Guerra fece produrre l'M1917 Enfield per aiutare le truppe americane. Questi, insieme con i 47.251 fucili prodotti dalla Rock Island Arsenal e le armi già in servizio, furono sufficienti a sostenere lo sforzo bellico.

### John Garand e l'M1
Nel 1919, John Garand, ventenne, arrivò a Springfield, dove lavorò per lo sviluppo di un fucile semi-automatico. Nel corso dei successivi cinque anni, furono presentati molti progetti per il fucile, ma nessuno era conforme ai rigidi requisiti dell'esercito. Nel 1924, Garand mostrò un progetto che venne approvato per ulteriori test. Questo era il famoso M1, o "fucile Garand", dal nome del suo inventore. L'esercito adottò il fucile nel 1936 e così cominciò quello che sarebbe diventato il più grande sforzo di produzione nella storia della Springfield Armory. Durante tutta la storia della produzione del fucile M1, la Springfield Armory ne produsse oltre 4,5 milioni unità. 

### La guerra del Vietnam
Quando gli Stati Uniti parteciparono al conflitto del Vietnam, la Springfield Armory continuò a produrre fucili, mitragliatrici per terra e aria, lanciabombe, e attrezzature connesse. L'ultima arma sviluppata dalla Armory è stato il fucile d'assalto M14, che si è evoluto nel corso degli anni, sino a diventare l'attuale M21.

### Declino e Chiusura
In piena Guerra del Vietnam, considerati gli elevati costi di produzione dell'industria statale rispetto alle concorrenti private, il crescente deficit di bilancio statale indussero l'allora ministro della difesa statunitense Robert McNamara a chiudere definitivamente nel 1968 l'industria statale - arsenale militare di Springfield e di trasformarlo in un museo degl'armamenti, cosa che è attualmente.

## Prodotti famosi
- Springfield modello 1795
- Springfield modello 1861
- Springfield Modello 1873 Trapdoor
- Springfield M1903
- .30-06 Springfield